# شیخ‌لی (گوی‌چای)
شیخ‌لی (به لاتین: Şıxlı) یک منطقه مسکونی در جمهوری آذربایجان است که در شهرستان گوی‌چای واقع شده است.